# صن كي
صن كي (بالصينية: 孙可) (26 أغسطس 1989 بشوزهو في الصين - ) هو لاعب كرة قدم صيني في مركز الوسط، شارك في كأس آسيا 2015. وشارك مع منتخب الصين لكرة القدم. أما مع النوادي، فقد لعب مع جيانغسو سونينغ وTianjin Tianhai F.C. ‏.

## روابط خارجية
- صن كي على موقع قاعدة بيانات كرة القدم.إي يو (الإنجليزية)
- صن كي على موقع ناشيونال فوتبول تيمز (الإنجليزية)
- صن كي على موقع Soccerway.com (الإنجليزية)